# Música na Igreja Anglicana
A música na Igreja Anglicana são músicas e hinos escritos para o culto cristão nos serviços religiosos anglicanos, fazendo parte da liturgia. Ele consiste principalmente de peças escritas para serem cantadas por um coro da igreja, que pode cantar uma capela ou acompanhada por um órgão.

A música anglicana constitui uma parte importante do culto tradicional não apenas na Igreja na Inglaterra, mas também em toda a comunhão Anglicana.

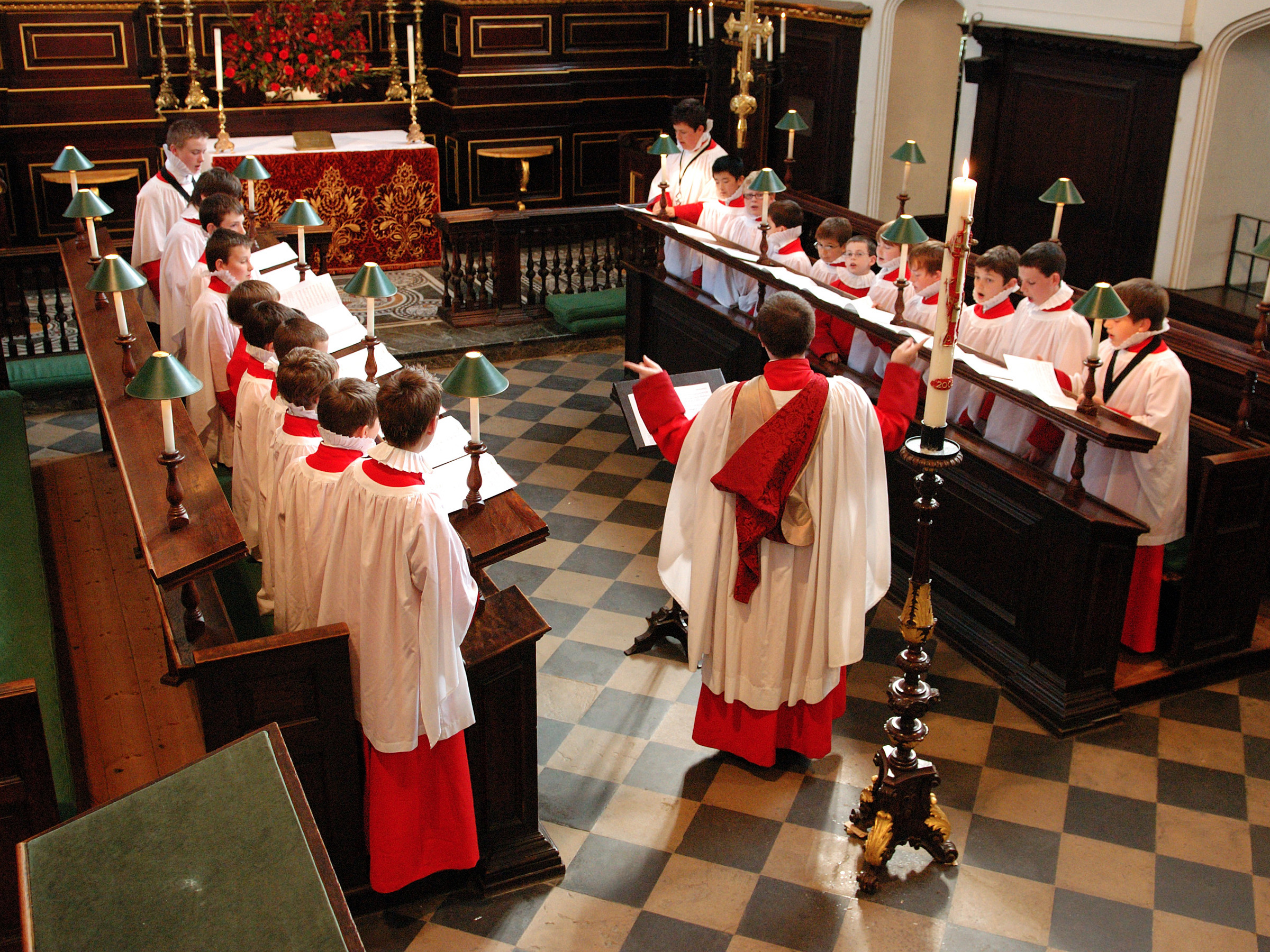
Um coro da igreja paroquial na Igreja de Todos os Santos, Northampton ; os cantores usam batina tradicional, surplice e ruff e ficam em filas de Decani e Cantores nas bancas do coro.

## Formulários
As principais formas musicais da música da igreja Anglicana estão centradas nas formas de adoração definidas na liturgia.

### Serviços

#### Ordinário da Eucaristia
A Eucaristia cantada é um serviço da Sagrada Comunhão. O tipo e estilo de hino podem variar de acordo com a administração da igreja e do local de culto; em igrejas que tendem a um estilo de igreja de igreja baixa ou de culto protestante, os termos Eucaristia ou Comunhão são comuns, enquanto no culto da igreja alta, o termo católico "missa" pode ser usado. Peças musicais correspondentes ao padrão litúrgico do Ordinário da Missa ( Kyrie , Gloria , Credo , Sanctus e Benedictus, Agnus Dei ) pode ser cantado pelo coro ou congregação. Muitos hinos em inglês do culto de comunhão foram escritas, como as de Herbert Howells e Harold Darke, em padrões mais simples adequadas para o canto congregacional, também são usadas as composições de John Merbecke ou Martin Shaw. No culto das igrejas ''high church'', os padrões da missa latina são geralmente preferidas, como as de William Byrd.

#### Serviço da manhã
O serviço anglicano de oração da manhã, conhecido como ''Mattins'', é um serviço anglicano peculiar que se originou em 1552 como um dos escritórios monásticos de Matinas, Laudes e Prime em Thomas Cranmer  Segundo Livro de Oração comum de Edward VI. Os hinos do Serviço Matinal podem incluir as preces de abertura e respostas, o Venite, e os cânticos matutinos de Te Deum, Benedicite, Benedictus, Jubilate e um Kyrie.

### Serviço noturno
Oração da tarde, também conhecido como Evensong, consiste de preces e respostas, Salmos, cantos e hinos. Os cânticos da noite são o Magnificat e o Nunc Dimittis , e esses textos foram criados por muitos compositores. Herbert Howells sozinho compôs 20 cenários dos cânticos, incluindo Magnificat e Nunc dimittis para a Catedral de São Paulo em Londres. Como o culto ''Mattins'', Evensong é um serviço  anglicano criado por anglicanos, originário do Livro de Oração Comum de 1549 como uma combinação dos ofícios das Vésperas e das Completas. O Evensong coral é cantado diariamente na maioria das Catedrais da Igreja na Inglaterra, bem como em igrejas e catedrais em toda a Comunhão Anglicana. É notável por seu apelo particular a adoradores e visitantes, atraindo tanto crentes quanto ateus com sua qualidade meditativa e valor cultural. Um serviço de Coral Evensong é transmitido semanalmente na BBC Radio 3 , uma tradição iniciada em 1926.

### Preces e respostas
As Preces (ou versículos ) e respostas são um conjunto de orações do Livro de Oração Comum para a Oração da Manhã e da Noite. Eles podem ser cantados responsivamente pelo padre (ou um cantor leigo ) e coro. Há uma série de hinos populares de compositores como William Smith ou Bernard Rose ; alternativamente, eles podem ser cantados como cantos em uma congregação.

### Salmo
Oração da manhã e da tarde e comunhão sagrada incluem um salmo, escolhido de acordo com o lecionário do dia. Isso pode ser cantado pelo coro ou pela congregação, seja para cantar, seja para um tipo distinto de canto conhecido como canto anglicano pelo coro ou congregação.

### Hinos e órgão
Em meio a um culto de adoração, um coro pode cantar um hino ou motete, uma peça autônoma de música coral sagrada, que não faz parte da liturgia, mas é geralmente escolhida para refletir o tema litúrgico do dia. O canto de hinos é uma característica comum do culto anglicano e geralmente inclui canto congregacional, bem como um coral. Um hino processional é cantado no início de um culto, um hino gradual precede o Evangelho, um hino de ofertório é cantado durante o Ofertório e um hino processional ao final de um culto. Um pedaço de órgão, conhecido como voluntário, é frequentemente tocado no final de um culto de adoração depois do hino processional.

## Performance
Quase toda a música da igreja Anglicana é escrita para coro, com ou sem acompanhamento de órgão. Os cantores adultos em um coro da catedral são frequentemente chamados de funcionários leigos, enquanto as crianças podem ser chamadas de coristas ou trevos. Em certos locais de culto, como o Winchester College, na Inglaterra, os meninos cantores são chamados de quirister.
Muitos trabalhos mais recentes foram escritos para, ou dedicados a, uma das muitas famosas catedrais ou coros universitários da Inglaterra.

### Vestimentas

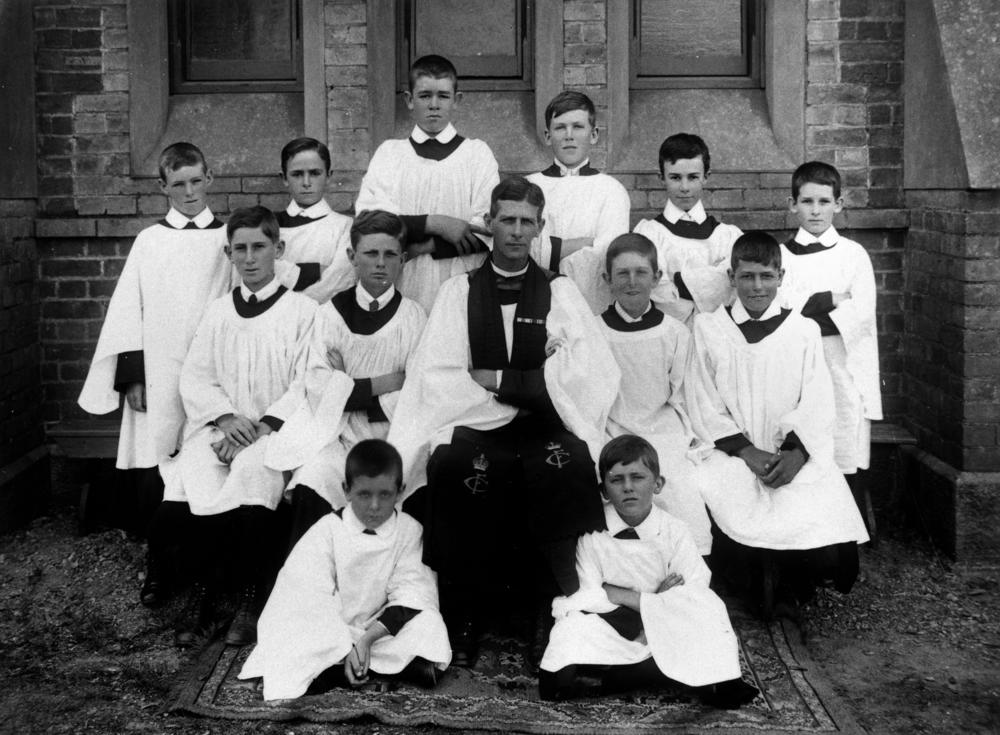
Coro da Igreja Anglicana de São Tomás em Toowong, Brisbane, 1923.

Nos serviços anglicanos os cantores, organistas e regentes são vestidos com vestimentas litúrgicas anglicanas. Estes são normalmente uma alva, um longo manto de comprimento total que pode ser roxo, vermelho ou preto, sobre o qual é usado um sobrepeliz, um manto de algodão branco na altura do joelho. Normalmente, uma sobrepeliz só é usada durante um culto de adoração, de modo que um coro ensaia muitas vezes somente batina. Coristas mais jovens que se juntaram recentemente a um coro começam a usar uma sobrepeliz depois de um período inicial de estágio. Além disso, podem usar choristers um Ruff, uma forma de colarinho usado por anglicanos, embora essa tradição esteja se tornando menos comum. Em alguns estabelecimentos, incluindo o King's College Choir, colarinhos Eton são usados. Enquanto cantam nos escritórios , membros adultos de coro também podem usar um capuz acadêmico sobre suas vestes. Na Inglaterra, jovens coristas que alcançaram certo nível de proficiência na Escola Real de Música da Igreja  , uma organização educacional internacional que promove a música litúrgica, podem usar um medalhão da RSCM.